# Giuseppina Suriano
Giuseppina Suriano (18. února 1915, Partinico – 19. května 1950, tamtéž) byla italská římská katolička, členka Katolické akce. Katolická církev ji uctívá jako blahoslavenou.

## Život
Narodila se dne 18. února 1915 v obci Partinico poblíž Palerma na území diecéze Monreale. Jejími rodiči byli Giuseppe Suriano a Graziella Costantino. Pokřtěna byla 6. března 1915 v místním farním kostele. Roku 1919 začala navštěvovat mateřskou školu, spravovanou řeholními sestrami. V roce 1921 začala navštěvovat veřejnou školu v její rodné obci, kde zůstala do roku 1927. Roku 1922 přijala první svaté přijímání a svátost biřmování.
Roku 1922 se stala členkou Katolické akce. V té době byl jejím zpovědníkem místní farář Antonio Cataldo. Mezi lety 1939–1948 sloužila jako sekretářka Katolické akce a nakonec byla prezidentkou hnutí. Roku 1948 založila Sdružení dcer Marie, které vedla až do své smrti.
Toužila se stát řeholnicí, avšak její matka chtěla, aby se provdala. Dne 29. dubna 1932 se svolením svého duchovního vůdce učinila soukromý slib panenství, který každý měsíc obnovovala. Také odmítla všechny nabídky k sňatku, které jí byly předloženy. I přesto, že jí rodiče nakonec umožnili vstup do řeholního života nebyla pro své problémy se srdcem nikam přijata. V září roku 1948 se vydala na pouť do Říma na sraz Katolické akce.
Dne 30. března 1948 se nabídla Bohu jako oběť pro posvěcení kněží. V březnu téhož roku se u ní objevily první známky prudké formy revmatické artritidy. Zemřela o dva roky později dne 19. května 1950 ve věku 35 let ve své rodné obci na infarkt myokardu. Její ostatky jsou uchovávány v kostele Nejsvětějšího Srdce v její rodné obci.

## Úcta
Její beatifikační proces započal dne 11. května 1982, čímž obdržela titul služebnice Boží. Dne 18. února 1989 ji papež sv. Jan Pavel II. podepsáním dekretu o jejích hrdinských ctnostech prohlásil za ctihodnou.
Blahořečena byla dne 5. září 2004 v Loretu papežem sv. Janem Pavlem II.
Její památka je připomínána 19. května.